# Исламоведение (журнал)
Журнал «Исламоведение» — российский научно-теоретический журнал, посвящённый исламоведению.

## История
Журнал был создан в 2009 году руководителем Центра исламских исследований на Северном Кавказе при Дагестанском государственном университете доктором философских наук, профессором М. В. Вагабовым.
В журнале печатаются статьи, посвящённые вопросам форм религиозно-политического экстремизма в исламе, а также по темам толерантности, стабильности и мира в Дагестане и других регионах Северного Кавказа, которые помогают снизить конфликт в обществе.
Периодичность выхода — 4 раз в год.
Журнал входит в Перечень ведущих рецензируемых научных изданий ВАК России, индексируется в РИНЦ, ERICH PLUS,, Ulrichsweb, CiteFactor.

## Редакционная коллегия
| Главный редактор         | Годы      |
| ------------------------ | --------- |
| д.филос.н. М. В. Вагабов | 2009—2013 |
| д.филос.н. М. Я. Яхьяев  | с 2013    |

В состав редакционной коллегии входят: д.филос.н. В. Х. Акаев (г. Грозный), профессор исламоведения кафедры ближневосточных исследований Мичиганского Университета (г. Энн-Арбор, США) и руководитель Научной лаборатории по анализу и моделированию социальных процессов при СПбГУ А. Д. Кныш (г. Санкт-Петербург) — рубрика «Ислам и суфизм»; д.и.н. А. Х. Рамазанов (г. Махачкала) — рубрика «Ислам и право»; д.фил.н. Г. С. Асатрян (г. Ереван, Армения), д.филос.н. Н. Ж. Байтенова (г. Алматы, Казахстан) — рубрика « Ислам в современном мире. История ислама»; д.пол.н. М. М. Мчедлова (г. Москва) — рубрика «Социология ислама»; д.филос.н. А. М. Буттаева (г. Махачкала) — рубрика «Ислам и естествознание. Ислам и экология»;
д.филос.н. Т. Э. Кафаров (г. Махачкала), д.филос.н. М. Г. Курбанов (г. Махачкала); к.и.н. Ю. М. Лысенко (г. Махачкала), д.и.н. А. В. Малашенко (г. Москва) — рубрика «Ислам в России»; д.филос.н. С. Ш. Муслимов (г. Махачкала) — рубрика «Научная жизнь»; д.филос.н. К. Г. Гусаева (г. Махачкала), д.филос.н. А. Ф. Поломошнов (г. Ростов-на-Дону) — рубрика «Ислам и мировоззрение»; д.пол.н. А. И. Бардаков (г. Волгоград) — рубрика «Сравнительное религиоведение. Ислам и общество»; д.пол.н. Р. М. Мухаметшин — рубрика «Ислам и политика»; доктор лингвистики Бехруз Махмуди-Бахтияри (г. Тегеран, Иран), д.и.н. Р. И. Сефербеков (г. Махачкала) — рубрика «Догматика и культ ислама. Ислам и культура»; академик РАН А. В. Смирнов (г. Москва) — рубрика «Ислам и философия».